# 立陶宛铁路

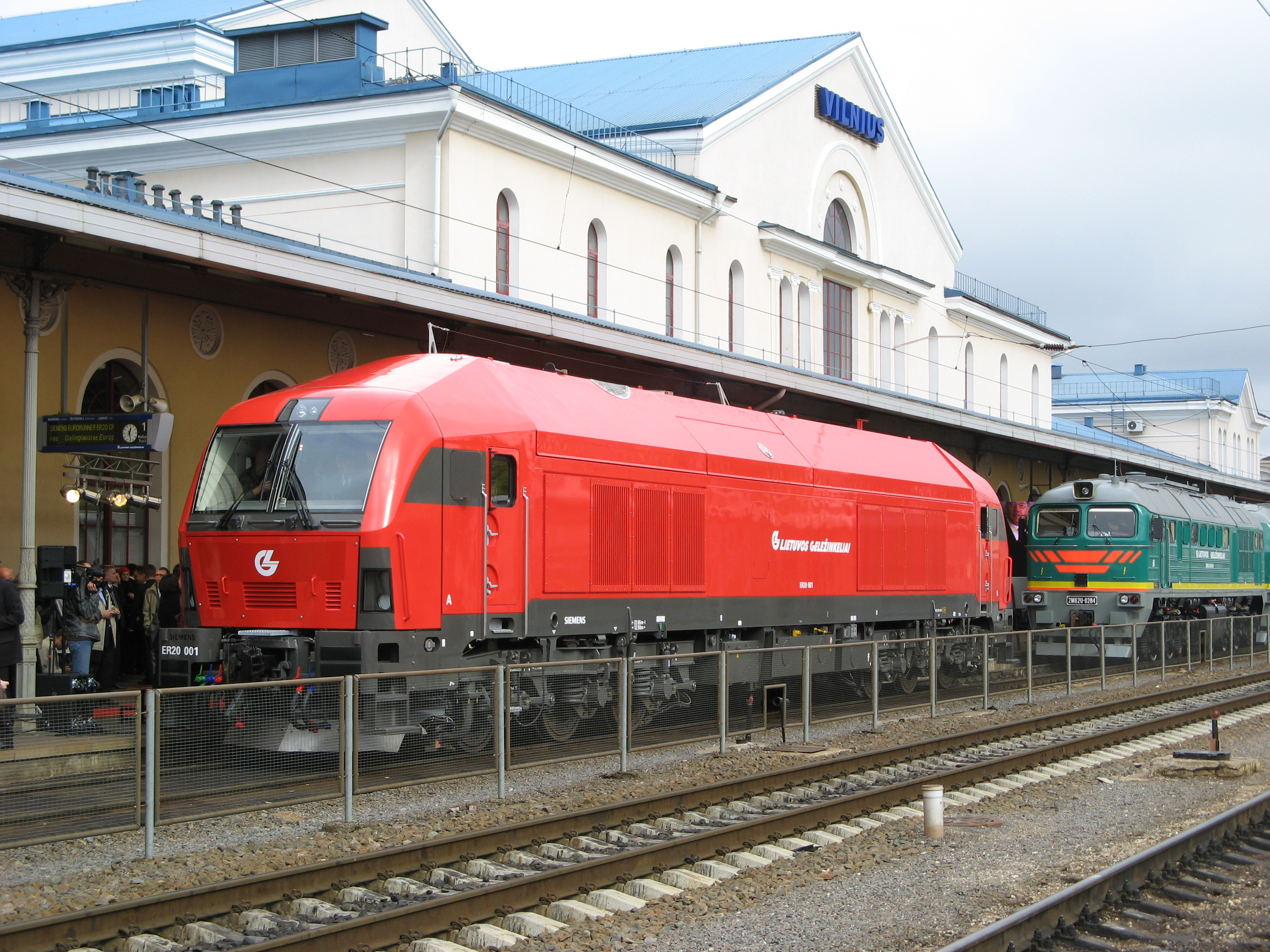
立陶宛铁路西门子ER20 CF机车，位于维尔纽斯中央车站

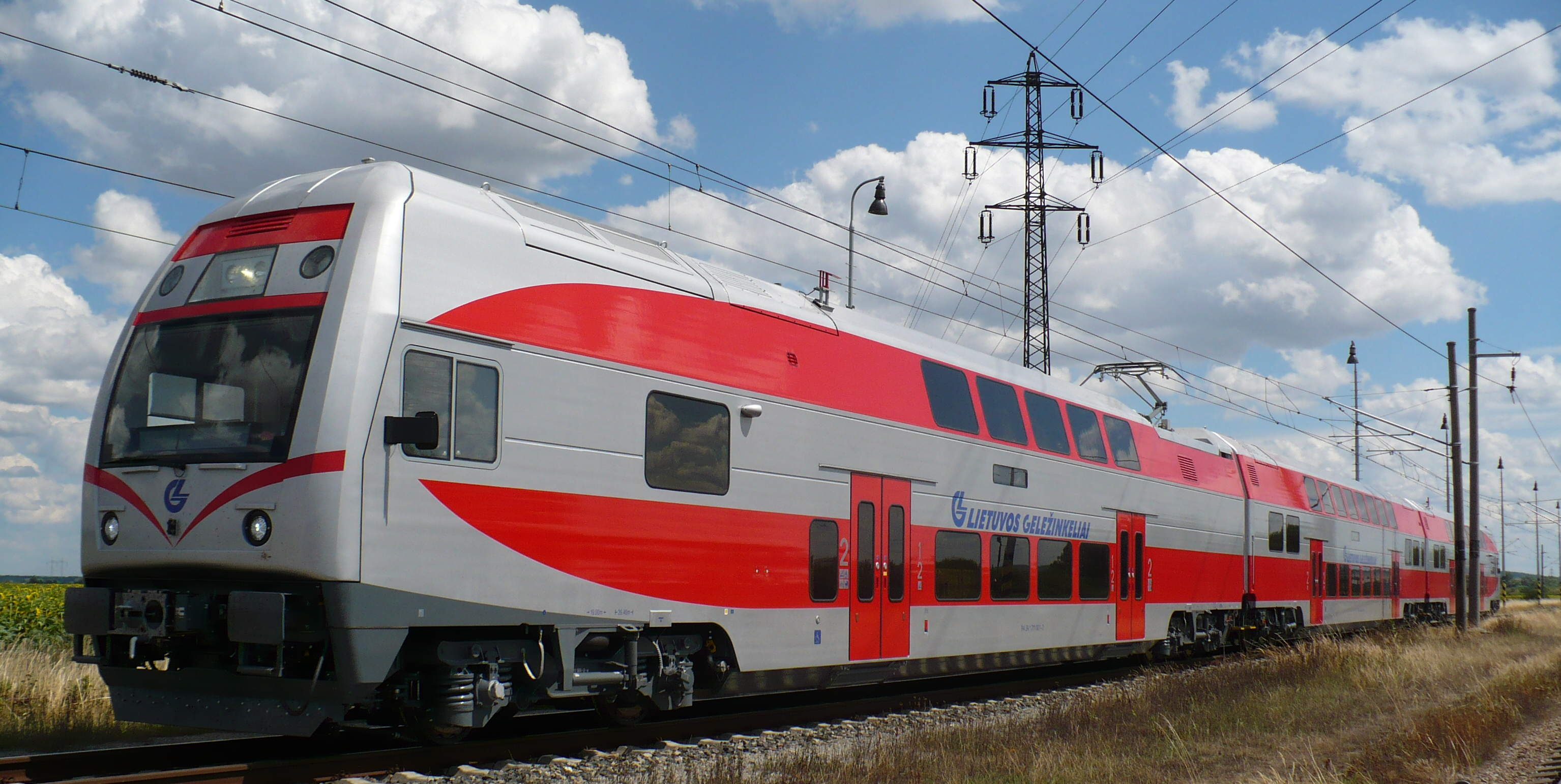
斯柯达EJ575 在考那斯车站

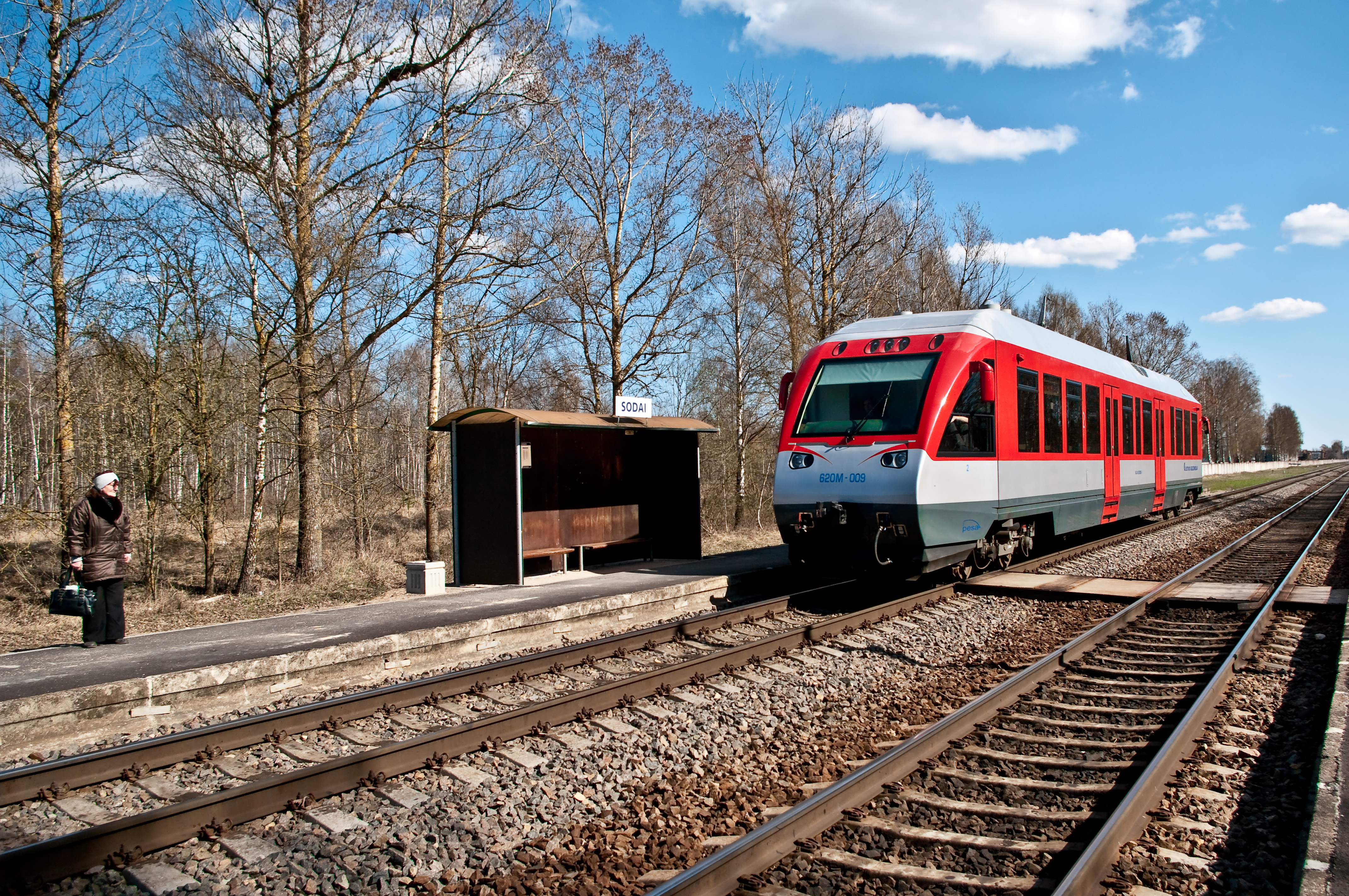
Railcar PESA 620M

立陶宛铁路是立陶宛的国有铁路公司，负责全国境内的铁路运输。
立陶宛铁路的路网包括1749 km 的1,520毫米（4英尺11+27⁄32英寸） 宽轨铁路，其中 122 km 是电气化铁路。立陶宛铁路还运营22 km的标准轨距 路线。
在2006年，立陶宛铁路运送了 6.2 百万旅客和50 百万吨货物。货物中，石油是立陶宛铁路的主要运输物品

## 链接
- 立陶宛铁路
- 立陶宛铁路, in English （页面存档备份，存于）